# Городское поселение посёлок Усть-Мая
Городско́е поселе́ние посёлок Усть-Мая — муниципальное образование в Усть-Майском улусе Якутии Российской Федерации.
Административный центр — пгт Усть-Мая.

## История
Статус и границы городского поселения установлены Законом Республики Саха (Якутия) от 30 ноября 2004 года N 173-З N 353-III «Об установлении границ и о наделении статусом городского и сельского поселений муниципальных образований Республики Саха (Якутия)».

## Население
| 2011  | 2012  | 2013  | 2014  | 2015  | 2016  | 2017  |
| ----- | ----- | ----- | ----- | ----- | ----- | ----- |
| 3024  | ↘2874 | ↘2789 | ↘2762 | ↘2741 | ↘2681 | ↘2657 |
| 2018  | 2019  | 2020  | 2021  | 2023  |       |       |
| ↘2608 | ↘2544 | ↘2522 | ↗2564 | ↘2539 |       |       |

## Состав городского поселения
| № | Населённый пункт | Тип населённого пункта      | Население |
| - | ---------------- | --------------------------- | --------- |
| 1 | Усть-Мая         | пгт, административный центр | ↘2516     |
| 2 | Усть-Юдома       | село                        | ↘23       |